# مری پیکفورد
گلادیس لویس اسمیت (به انگلیسی: Gladys Louise Smith) با نام هنری مری پیکفورد (به انگلیسی: Mary Pickford) (زادهٔ ۸ آوریل ۱۸۹۲ – درگذشتهٔ ۲۹ مهٔ ۱۹۷۹) هنرپیشه کانادایی-آمریکایی، از بنیانگذاران استودیوی فیلمسازی یونایتد آرتیستس و یکی از ۳۶ بنیانگذار اصلی آکادمی علوم و هنرهای سینما بود. بنیاد فیلم آمریکا او را به عنوان بیست و چهارمین زن افسانه بزرگ پرده سینما نامگذاری کرد.
مری پیکفورد از محبوب‌ترین بازیگران زن دهه‌های ۲۰ و ۳۰ میلادی بود طوری‌که او را «ملکهٔ سینما» می‌خواندند. او در دومین مراسم اسکار (۱۹۲۹–۱۹۲۸) موفق به دریافت جایزه بهترین بازیگر نقش اول زن شد. همچنین در سال ۱۹۷۶ جایزه اسکار افتخاری را به خاطر یک عمر دستاورد هنری دریافت کرد.

## زندگی
مری پیکفورد در ۸ آوریلِ ۱۸۹۲ در تورنتو، کانادا زاده شد و بر اثر خونریزی مغزی در ۲۹ مهِ ۱۹۷۹ میلادی در سن ۸۷ سالگی در بیمارستان سنتا مونیکا، کالیفرنیا درگذشت و در آرامگاهِ فارست لان مموریال پارک به خاک سپرده شد.
- لاتی پیکفورد (خواهر)
- جک پیکفورد (برادر)

## جوایز
- جایزه اسکار افتخاری (۱۹۷۵)
- جایزه اسکار بهترین بازیگر نقش اول زن (۱۹۲۹)

## بخشی از فیلم‌شناسی
- پزشک دهکده (۱۹۰۹)
- فریب (۱۹۰۹)
- دو برادر (۱۹۱۰)
- دوستان (۱۹۱۲)
- جفت یک عقاب (۱۹۱۴)
- سیندرلا (۱۹۱۴)
- مادام باترفلای (۱۹۱۵)
- بابا لنگ‌دراز (۱۹۱۹) (تهیه‌کننده و بازیگر)
- کف‌صابون (۱۹۲۰) (تهیه‌کننده و بازیگر)
- در میان حاضران (۱۹۲۱)
- رزیتا (۱۹۲۳) (تهیه‌کننده و بازیگر)
- گنجشک‌ها (۱۹۲۶) (تهیه‌کننده و بازیگر)
- بهترین دختر من (۱۹۲۷) (تهیه‌کننده و بازیگر)
- رام کردن زن سرکش (۱۹۲۹) (تهیه‌کننده و بازیگر)
- خروس (۱۹۲۹)
- کیکی (۱۹۳۱) (تهیه‌کننده و بازیگر)
- اسرار (۱۹۳۳)
- ویلسون (۱۹۴۴)
- عاشق‌پیشه (۱۹۴۹) (تهیه‌کننده) (آخرین فیلمی که مری پیکفورد در ساخت آن نقش داشته)

## لوگوی گوگل
در روز ۸ آوریل ۲۰۱۷ سایت گوگل به مناسبت سالگرد تولد این هنرمند، لوگوی خود را به تصویری از این هنرمند تغییر داد.